# Tam Chung
Tam Chung là một xã thuộc tỉnh Thanh Hóa, Việt Nam.

## Địa lý
Xã Tam Chung nằm ở vùng cao phía tây bắc tỉnh Thanh Hóa, có vị trí địa lý:
- Phía đông giáp xã Mường Lý
- Phía nam giáp các xã Nhi Sơn, Trung Lý
- Phía tây giáp xã Mường Lát
- Phía bắc giáp tỉnh Sơn La và nước Lào.

Xã Tam Chung có diện tích tự nhiên 121,51 km², quy mô dân số năm 2024 là 4.527 người, mật độ dân số đạt 37 người/km².

## Lịch sử
Sau năm 1954, Tam Chung là một xã thuộc huyện Quan Hóa. Địa bàn khi ấy của xã tương ứng với các xã Tam Chung, Mường Lát, Pù Nhi, Nhi Sơn, Trung Lý, Mường Lý hiện nay.
Theo Quyết định số 30-CP ngày 6 tháng 3 năm 1963 của Hội đồng Chính phủ, xã Tam Chung được chia thành 3 xã mới: Pù Nhi, Tam Chung, Trung Lý. Xã Tam Chung có 15 chòm: Can, Nháp, Lát, Pong, Na Tao, Chung Lợi, Trung Lập, Buốn, Hia, Chiên, Thành Công, Mòn, Canh, Đoàn Kết, Pu Nghịu.
Ngày 14 tháng 12 năm 1984, Hội đồng Bộ trưởng ban hành Quyết định 163-HĐBT. Theo đó, chia xã Tam Chung thành hai xã Tam Chung và Tén Tằn. Xã Tam Chung còn 5 chòm bản: Cân, Mường Lát, Nà Poọng, Poong, Pù Nghiêu.
Ngày 18 tháng 11 năm 1996, xã Tam Chung chuyển sang trực thuộc huyện Mường Lát mới thành lập; xã cũng là nơi đặt huyện lỵ của huyện Mường Lát.
Ngày 6 tháng 11 năm 2003, Chính phủ ban hành Nghị định số 131/2003/NĐ-CP (có hiệu lực từ ngày 25 tháng 11 cùng năm); thị trấn Mường Lát – huyện lỵ của huyện Mường Lát, được thành lập trên cơ sở điều chỉnh 850 ha diện tích tự nhiên và 2.850 người của xã Tam Chung. Xã Tam Chung còn lại 12.198,11 ha và 1.622 người.
Ngày 16 tháng 6 năm 2025, huyện Mường Lát bị giải thể do bỏ cấp huyện; xã Tam Chung chính thức là đơn vị hành chính trực thuộc tỉnh Thanh Hóa từ ngày 1 tháng 7 năm 2025.

## Hành chính
Xã Tam Chung có 8 bản: Cân, Lát, Ón, Pom Khuông, Pọng, Suối Lóng, Suối Phái, Tân Hương.